# كارولينا أوليفيرا
كارولينا أوليفيرا (بالبرتغالية: Carolina Oliveira‏) هي ممثلة برازيلية، ولدت في 29 نوفمبر 1994 في ساو جوزيه دوس كامبوس في البرازيل.

## وصلات خارجية
- كارولينا أوليفيرا على موقع IMDb (الإنجليزية)
- كارولينا أوليفيرا على موقع قاعدة بيانات الفيلم (الإنجليزية)